# اندیس گدارقو آهن
گدارقو آهن یک اندیس فلزی است که در حوالی شهر عشق آباد استان خراسان قرار دارد و مادهٔ معدنی موجود در آن، مس است.